# Ymeray
 Ymeray  es una población y comuna francesa, en la región de  Centro, departamento de Eure y Loir, en el distrito de Chartres y cantón de Maintenon.

## Demografía
| 276 | 292 | 352 | 416 | 469 | 503 |
| Para los censos de 1962 a 1999 la población legal corresponde a la población sin duplicidades (Fuente: INSEE [Consultar]) |     |     |     |     |     |